# Virgule (magazine)
Pour les articles homonymes, voir Virgule (homonymie).
Virgule est un magazine mensuel jeunesse sur la langue française et la littérature. Il paraît aux éditions Faton.
Il traite des sujets suivants : le vocabulaire, la syntaxe des phrases, l'étymologie, la grammaire, l'orthographe, la conjugaison, la ponctuation et l'évolution du langage, mais aussi d'écrivains ou de livres célèbres,.
Il a été fondé en septembre 2003.